# Copa Mohamed V 1970
La Copa Mohamed V 1970 fue la novena edición del Trofeo Mohamed V. La competición de clubes se disputó en Casablanca, Marruecos. La disputaron 3 clubes invitados de la UEFA y el FAR Rabat, campeón de la liga marroquí. La copa fue ganada por el Atlético de Madrid, que venció en la final por 4 a 1 al FAR Rabat, siendo el primer y único equipo que volvió a ganar la copa.

## Equipos participantes
En cursiva los debutantes.
| Confederación | País                    | Equipo                                          | Vía de clasificación                                  |
| ------------- | ----------------------- | ----------------------------------------------- | ----------------------------------------------------- |
| CAF           | Marruecos (Organizador) | FAR Rabat                                       | Campeón de la Campeonato Nacional de Fútbol (1969/70) |
| UEFA          | España Francia Bélgica  | Atlético de Madrid Saint-Étienne Standard Lieja | Invitados                                             |

## Desarrollo
|  | Semifinales        | Semifinales        |   |                | Final         | Final |  |
|  |                    |                    |   |                |               |       |  |
|  |                    |                    |   |                |               |       |  |
|  | 25 de agosto       |                    |   |                |               |       |  |
|  | FAR Rabat          | 1                  |   |                |               |       |  |
|  | Standard Lieja     | 0                  |   |                |               |       |  |
|  |                    |                    |   |                |               |       |  |
|  |                    |                    |   |                | 26 de agosto  |       |  |
|  |                    |                    |   |                | FAR Rabat     | 1     |  |
|  |                    | Atlético de Madrid | 4 |                |               |       |  |
|  |                    |                    |   |                |               |       |  |
|  |                    |                    |   |                |               |       |  |
|  |                    |                    |   |                | Tercer lugar  |       |  |
|  | 25 de agosto       | 25 de agosto       |   | 26 de agosto   | 26 de agosto  |       |  |
|  | Atlético de Madrid | 2                  |   | Standard Lieja | 1 (2)         |       |  |
|  | Saint-Étienne      | 1                  |   |                | Saint-Étienne | 1 (4) |  |

### Semifinales
| 29 de agosto de 1970 | Atlético de Madrid       | 2:1 (1:1) | Saint-Étienne        | Mohammed V, Casablanca |  |
|                      | - Ufarte 1' - Gárate 61' |           | - Revelli 27' (pen.) |                        |  |

| 29 de agosto de 1970 | FAR Rabat    | 1:0 (0:0) | Standard Lieja | Mohammed V, Casablanca |  |
|                      | - Bamour 87' |           |                |                        |  |

### Tercer puesto
| 30 de agosto de 1962 | Saint-Étienne                                                             | 1:1 (1:0) (4:2 p.)         | Standard Lieja                      | Mohammed V, Casablanca |  |
|                      | - Bosquier 36'                                                            |                            | - Swetler 82'                       |                        |  |
|                      |                                                                           | Tiros desde el punto penal |                                     |                        |  |
|                      | Acierto de penal · Acierto de penal · Acierto de penal · Acierto de penal |                            | Acierto de penal · Acierto de penal |                        |  |

### Final
| 31 de agosto de 1962 | FAR Rabat      | 1:4 (0:0) | Atlético de Madrid                                       | Mohammed V, Casablanca |  |
|                      | - Kordassa 81' |           | - Luís 54' 88' - Fernández Fernández 67' - Rodríguez 79' |                        |  |

| Bandera de España                    |
| Campeón Atlético de Madrid 2° título |

## Goleadores
| Jugador             | Equipo             | Goles |
| ------------------- | ------------------ | ----- |
| Luís                | Atlético de Madrid | 2     |
| Swetler             | Standard Lieja     | 1     |
| Bamous              | FAR Rabat          | 1     |
| Kordassa            | FAR Rabat          | 1     |
| Revelli             | Saint-Étienne      | 1     |
| Bosquier            | Saint-Étienne      | 1     |
| Rodríguez           | Atlético de Madrid | 1     |
| Ufarte              | Atlético de Madrid | 1     |
| Fernández Fernández | Atlético de Madrid | 1     |
| Gárate              | Atlético de Madrid | 1     |

## Estadísticas
| Pos. | Equipo             | Pts | PJ | PG | PE | PP | GF | GC | Dif. | Rend. |
| ---- | ------------------ | --- | -- | -- | -- | -- | -- | -- | ---- | ----- |
| 1    | Atlético de Madrid | 4   | 2  | 2  | 0  | 0  | 6  | 2  | 4    | 100%  |
| 2    | FAR Rabat          | 2   | 2  | 1  | 0  | 1  | 2  | 4  | -2   | 50%   |
| 3    | Saint-Étienne      | 1   | 2  | 0  | 1  | 1  | 2  | 3  | -1   | 25%   |
| 4    | Standard Lieja     | 1   | 2  | 0  | 1  | 1  | 1  | 2  | -1   | 25%   |